# Antunovac (Velike)
Antunovac (1931 és 1981 között Aleksandrovac Požeški) falu Horvátországban, Pozsega-Szlavónia megyében. Közigazgatásilag Velikéhez tartozik.

## Fekvése
Pozsegától légvonalban 9, közúton 13 km-re északnyugatra, községközpontjától légvonalban 5, közúton 9 km-re délnyugatra, a Pozsegai-medencében, a Glogovac-patak mentén, Biškupci és Trenkfalva között fekszik.

## Története
A település 1920-ban az agrárreform során keletkezett a trenkfalvi uradalom területén Likából és az ország más területeiről érkezett szerbek és horvátok betelepülésével. Lakosságát 1931-ben számlálták meg először, ekkor 242-en lakták. 1991-ben lakosságának 78%-a szerb, 11%-a horvát, 8%-a jugoszláv nemzetiségű volt. 2001-ben 158 lakosa volt. Közösségi háza van.

## Lakossága
| Lakosság változása | Lakosság változása | Lakosság változása | Lakosság változása | Lakosság változása | Lakosság változása | Lakosság változása | Lakosság változása | Lakosság változása | Lakosság változása | Lakosság változása | Lakosság változása | Lakosság változása | Lakosság változása | Lakosság változása | Lakosság változása |
| ------------------ | ------------------ | ------------------ | ------------------ | ------------------ | ------------------ | ------------------ | ------------------ | ------------------ | ------------------ | ------------------ | ------------------ | ------------------ | ------------------ | ------------------ | ------------------ |
| 1857               | 1869               | 1880               | 1890               | 1900               | 1910               | 1921               | 1931               | 1948               | 1953               | 1961               | 1971               | 1981               | 1991               | 2001               | 2011               |
| 0                  | 0                  | 0                  | 0                  | 0                  | 0                  | 0                  | 242                | 347                | 314                | 308                | 283                | 253                | 212                | 220                | 158                |